# Hyposoter dimidiatus
Hyposoter dimidiatus är en stekelart som först beskrevs av William Harris Ashmead 1894.  Hyposoter dimidiatus ingår i släktet Hyposoter och familjen brokparasitsteklar. Inga underarter finns listade i Catalogue of Life.